# Joseph Brooks
Joseph Brooks (Nueva York, 11 de marzo de 1938-ídem, 22 de mayo de 2011) fue un compositor de canciones estadounidense, especialmente recordado por haber compuesto la canción You Light Up My Life en 1977, que ganó el premio Óscar a la mejor canción original en dicho año. Esta canción estaba incluida en la banda sonora de la película homónima donde era interpretada por la soprano estadounidense de origen ucraniano Kvitka Cisyk.
Otras de sus canciones más conocidas son: My Ship Is Comin' In y If Ever I See You Again.
Asimismo, compuso "(Pelota azul) La canción del reloj de arena" ([Blue Balloon] The Hourglass Song), interpretada por el actor y cantante Robby Benson, al principio y al final del filme de 1973 Jeremy, nombrado Amor joven en algunos países de habla hispana.
Se suicidó asfixiándose con helio, antes del juicio que se le iba a hacer después de haber sido acusado de haber exigido favores sexuales (violación) a las jóvenes a quienes entrevistaba laboralmente (véase casting de sofá).

## Premios y distinciones
Premios Óscar
| Año  | Categoría              | Canción                | Película             | Resultado |
| ---- | ---------------------- | ---------------------- | -------------------- | --------- |
| 1978 | "You Light Up My Life" | Mejor canción original | You Light Up My Life | Ganador   |